# Civilisation du blé
On appelle civilisation du blé l'ensemble des territoires et populations dont le blé est (ou plutôt était) la principale culture et le principal aliment. Elle regroupe une importante partie de l'Europe, le bassin méditerranéen et le Moyen-Orient. Elle s'oppose à ce titre aux civilisations du maïs (Amérique) et du riz (Asie). Ce concept forgé par l'historien français Fernand Braudel s'applique principalement à l'histoire du monde de l'Antiquité au XVIIIe siècle. Dès la fin du XVIIIe siècle, la première mondialisation brouille en effet les pistes et rend cette description obsolète.
Le blé est une plante de civilisation qui est souvent liée à l'olivier et à la vigne. Ces trois cultures se retrouvent ailleurs (dès avant le XVe siècle, la Chine cultive déjà massivement le blé) mais elles sont significatives de la civilisation occidentale, Moyen-Orient inclus. Les premières civilisations du blé, de la vigne et de l'olivier sont d'ailleurs localisées au Moyen-Orient en Mésoptamie et Égypte notamment.

## Source
- Fernand Braudel, Civilisation matérielle, économie et capitalisme, XVe-XVIIIe siècle, Paris, Armand Colin, 1979, volume 1, chapitre « Le pain de chaque jour », p.81-152.